# Keir Dullea
Keir Atwood Dullea (Cleveland, 1936. május 30. –) Golden Globe-díjas amerikai színész.
Leginkább David Bowman űrhajós megformálásáról ismert a 2001: Űrodüsszeia (1968) és a 2010 – A kapcsolat éve (1984) című sci-fi filmekből. Egy első szerepével a David és Lisa című filmdrámában kiérdemelte az év színész felfedezettjének járó Golden Globe-díjat és hasonló kategóriában BAFTA-díjra is jelölték. Egyéb filmjei közé tartozik a Bunny Lake hiányzik (1965) és a Fekete karácsony (1974). 
A filmezés mellett színpadi színészként is aktív.

## Élete és pályafutása
1936. május 30-án született az ohiói Clevelandben.
Első mozifilmes szerepét Irvin Kershner The Hoodlum Priest című 1961-es filmdrámájában kapta. Alakításáról, amellyel egy kiábrándult fiatalt formált meg, elismerően nyilatkozott a kritika. 1962-ben a hasonló műfajú David és Lisában már főszerepet osztottak rá, Janet Margolin partnereként. Dullea ezzel a szereppel ismét kritikai elismerést szerzett és megnyerte a az év színész felfedezettjének járó Golden Globe-díjat. A következő évben, hasonló kategóriában BAFTA-díjra is jelölték. Az 1964-es The Thin Red Line című második világháborús filmben egy tragikus hős szerepét kapta meg. 1965-ben a nagy vitákat kavart Bunny Lake hiányzik című lélektani thrillerben játszott egy hátborzongató karaktert.
1968-ban következett leghíresebb szerepe, a 2001: Űrodüsszeia Dr. David Bowmanje. Az 1969-es De Sade címszerepe viszont nem váltotta be reményeit, a súlyos gyártási nehézségek mellett elkészült film közömbös fogadtatásra lelt. 1973–1974 között ismét egy tudományos-fantasztikus műfajú mű, a The Starlost című kanadai sorozat egyik főszereplője volt. A mozivásznon a Fekete karácsony (1974) című horrorfilmben szerepelt. Az 1977-es A lány szelleme ismét egy horrorfilm volt, Mia Farrow oldalán, az Agyhullámok (1982) pedig egy sci-fi thriller. Az 1984-es 2010 – A kapcsolat éve című filmben újra magára öltötte Dr. David Bowman szerepét. 
Azóta számos filmben és televíziós produkcióban feltűnt, de saját bevallása szerint a színpadi szerepeket részesíti előnyben.

## Magánélete
Négyszer nősült: 1960-tól 1968-as válásukig Margot Bennett színésznő férje volt. 1969 és 1970 között Susan Lessons volt a felesége, majd 1972-ben elvette Susie Fullert, akit A pillangók szabadok londoni előadásán ismert meg. Fuller 1998-ban hunyt el, Dullea 1999-ben negyedszer is megházasodott, Mia Dillon színésznőt véve feleségül.

## Filmográfia

### Film
| Év   | Magyar cím                     | Eredeti cím                         | Szerep                                  | Magyar hang            |
| ---- | ------------------------------ | ----------------------------------- | --------------------------------------- | ---------------------- |
| 1961 |                                | The Hoodlum Priest                  | Billy Lee Jackson                       |                        |
| 1962 | David és Lisa                  | David and Lisa                      | David Clemens                           |                        |
| 1964 |                                | Le ore nude                         | Aldo                                    |                        |
| 1964 |                                | Mail Order Bride                    | Lee Carey                               |                        |
| 1964 |                                | The Thin Red Line                   | Don Doll közlegény                      |                        |
| 1965 | Bunny Lake hiányzik            | Bunny Lake Is Missing               | Stephen Lake                            |                        |
| 1966 |                                | Madame X                            | Clayton Anderson Jr.                    |                        |
| 1967 |                                | The Fox                             | Paul Grenfel                            |                        |
| 1968 | 2001: Űrodüsszeia              | 2001: A Space Odyssey               | Dr. David Bowman                        | Sinkovits-Vitay András |
| 1968 | 2001: Űrodüsszeia              | 2001: A Space Odyssey               | Dr. David Bowman                        | Rékasi Károly          |
| 1968 | 2001: Űrodüsszeia              | 2001: A Space Odyssey               | Dr. David Bowman                        | Fehér Tibor            |
| 1969 |                                | De Sade                             | Louis Alphonse Donatien / De Sade márki |                        |
| 1972 |                                | Il diavolo nel cervello             | Oscar Minno                             |                        |
| 1972 | Johanna nőpápa                 | Pope Joan                           | Dr. Stevens                             |                        |
| 1973 |                                | Paperback Hero                      | Rick Dylan                              |                        |
| 1974 |                                | Paul and Michelle                   | Garry                                   |                        |
| 1974 | Fekete karácsony               | Black Christmas                     | Peter Smythe                            |                        |
| 1977 |                                | Three Dangerous Ladies              | Dr. David Priestly                      |                        |
| 1977 |                                | Welcome to Blood City               | Lewis                                   |                        |
| 1977 | A lány szelleme                | Full Circle / The Haunting of Julia | Magnus Lofting                          | Barbinek Péter         |
| 1978 |                                | Leopard in the Snow                 | Dominic Lyall                           |                        |
| 1982 | Agyhullámok                    | BrainWaves                          | Julian Bedford                          | Jakab Csaba            |
| 1984 | Fantomkép                      | Blind Date                          | Dr. Steiger                             | Áron László            |
| 1984 | Az időutazó                    | The Next One                        | Glenn                                   | Rosta Sándor           |
| 1984 | 2010 – A kapcsolat éve         | 2010: The Year We Make Contact      | Dr. David Bowman                        | Breyer Zoltán          |
| 1992 | Micsoda éjszaka!               | Oh, What a Night                    | Thorvald                                |                        |
| 2003 |                                | Three Days of Rain                  | ismeretlen szerep                       |                        |
| 2003 | Alien Hunter – Az idegenvadász | Alien Hunter                        | Bayer miniszter                         | Perlaki István         |
| 2006 | Az ügynökség                   | The Good Shepherd                   | John Russell Sr. szenátor               | Szabó Endre            |
| 2008 | Férj és féleség                | The Accidental Husband              | Karl Bollenbecker                       |                        |
| 2009 |                                | Fortune                             | Jonah Pryce                             |                        |
| 2009 |                                | All Me, All the Time                | Jake                                    |                        |
| 2013 |                                | Isn't It Delicious                  | Bill Weldon                             |                        |
| 2014 | Életünk apával                 | Infinitely Polar Bear               | Murray Stuart                           |                        |
| 2014 | Űrállomás 76                   | Space Station 76                    | Mr. Marlowe                             | Rosta Sándor           |
| 2017 |                                | April Flowers                       | Mr. X                                   |                        |
| 2018 | Fahrenheit 451                 | Fahrenheit 451                      | történész                               | Dunai Tamás            |
| 2019 |                                | Valley of the Gods                  | Ulim                                    |                        |

Rövidfilmek
- 2000: La Divine Inspiration – William Shakespeare
- 2006: The Day My Towers Fell – Harry Gold
- 2006: A Lonely Sky – idős férfi
- 2012: HENRi – Henri (hangja)
- 2022: Sonder – Eli

### Televízió
| Év        | Magyar cím                               | Eredeti cím                       | Szerep                                                        | Megjegyzések |
| --------- | ---------------------------------------- | --------------------------------- | ------------------------------------------------------------- | ------------ |
| 1960      |                                          | Westinghouse Desilu Playhouse     | Tim Dryden                                                    | 1 epizód     |
| 1960      |                                          | Mrs. Miniver                      | német pilóta                                                  | tévéfilm     |
| 1961      |                                          | Route 66                          | Paul                                                          | 1 epizód     |
| 1961      |                                          | Give Us Barabbas!                 | Elisha                                                        | tévéfilm     |
| 1961      |                                          | Hallmark Hall of Fame             | Elisha                                                        | 1 epizód     |
| 1961      |                                          | The New Breed                     | Frank                                                         | 1 epizód     |
| 1961–1963 |                                          | The United States Steel Hour      | Don McCabe                                                    | 4 epizód     |
| 1961–1963 |                                          | Alcoa Premiere                    | Maples / Lincoln "Linc" Ketterman / Tommy Miller / Eric Green | 4 epizód     |
| 1961–1963 |                                          | Naked City                        | Joey Ross / Les Gerard                                        | 2 epizód     |
| 1962      |                                          | Checkmate                         | Eddie Phillips                                                | 1 epizód     |
| 1962      |                                          | Cain's Hundred                    | Alec Benden                                                   | 1 epizód     |
| 1962      |                                          | The DuPont Show of the Week       | hadnagy                                                       | 1 epizód     |
| 1962      |                                          | The Eleventh Hour                 | Jerry Bullock                                                 | 1 epizód     |
| 1963      |                                          | Empire                            | Skip Wade                                                     | 1 epizód     |
| 1963      |                                          | Bonanza                           | Bob Jolley                                                    | 1 epizód     |
| 1963      |                                          | Going My Way                      | Dennis Brady                                                  | 1 epizód     |
| 1965      |                                          | Twelve O'Clock High               | Muller hadnagy                                                | 1 epizód     |
| 1972      |                                          | McMillan & Wife                   | "Buzz" Simms                                                  | 1 epizód     |
| 1973–1974 |                                          | The Starlost                      | Devon                                                         | 16 epizód    |
| 1975      |                                          | Switch                            | Anthony Kirk                                                  | 1 epizód     |
| 1986      | Vezérlő fény                             | Guiding Light                     | Dr. Mark Jarrett                                              | 1 epizód     |
| 1989      | Gyilkos sorok                            | Murder, She Wrote                 | Jason Reynard                                                 | 1 epizód     |
| 2000      | Az angyali Audrey Hepburn                | The Audrey Hepburn Story          | Joseph Hepburn                                                | tévéfilm     |
| 2000      | Gyanús idegen                            | Songs in Ordinary Time            | Sam Fermoyle                                                  | tévéfilm     |
| 2001      | Boszorkánykard                           | Witchblade                        | Dr. Immo                                                      | 1 epizód     |
| 2001–2006 | Esküdt ellenségek                        | Law & Order                       | Paul Lyman / Andrew Keener                                    | 2 epizód     |
| 2002      | Ed                                       | Ed                                | Robert Stanley                                                | 1 epizód     |
| 2002      | Esküdt ellenségek: Különleges ügyosztály | Law & Order: Special Victims Unit | Walt Thornburg bíró                                           | 1 epizód     |
| 2009      | Castle                                   | Castle                            | Jonathan Tisdale                                              | 1 epizód     |
| 2011      | A hatalom hálójában                      | Damages                           | Julius                                                        | 1 epizód     |
| 2016      |                                          | The Path                          | Dr. Stephen Meyer                                             | 15 epizód    |
| 2020      | Vadászok                                 | Hunters                           | Klaus Rhinehart                                               | 1 epizód     |
| 2022      | Halo                                     | Halo                              | Hood flottatengernagy                                         | 1 epizód     |

## Fontosabb díjak és jelölések
| Év   | Díj              | Kategória                            | Jelölt mű     | Eredmény | Ref.        |
| ---- | ---------------- | ------------------------------------ | ------------- | -------- | ----------- |
| 1962 | Golden Globe-díj | év színész felfedezettje             | David és Lisa | Elnyerte | [ 6 ] [ 9 ] |
| 1963 | BAFTA-díj        | legígéretesebb elsőfilmes főszereplő | David és Lisa | Jelölve  | [ 6 ]       |

## Fordítás
- Ez a szócikk részben vagy egészben  a   Keir Dullea című angol Wikipédia-szócikk ezen változatának fordításán alapul.  Az eredeti cikk szerkesztőit annak laptörténete sorolja fel. Ez a jelzés csupán a megfogalmazás eredetét és a szerzői jogokat jelzi, nem szolgál a cikkben szereplő információk forrásmegjelöléseként.